# Who Do We Think We Are
Who Do We Think We Are? —en español: Quién Nos Creemos Que Somos?— es el séptimo álbum de estudio de la banda británica de hard rock Deep Purple, grabado en Frankfurt y Roma en el estudio móvil de los Rolling Stones entre julio y octubre de 1972. Fue el último álbum en presentar al vocalista Ian Gillan y al bajista Roger Glover hasta su regreso en el disco Perfect Strangers en 1984.
Aunque el sencillo "Woman From Tokyo" fue un éxito importante, el grupo no consiguió alcanzar las cotas de calidad que habían tocado en sus discos anteriores a causa de las continuas discusiones en su seno, que acabarían con la marcha de Gillan y Glover. De este modo, el disco fue duramente criticado por los entendidos musicales, y en el ámbito comercial no alcanzó las cotas previstas, a pesar de haber llegado al cuarto puesto en Gran Bretaña y al decimoquinto en los Estados Unidos.
Las únicas dos canciones grabadas en Roma fueron "Woman From Tokyo" y "Painted Horse", mientras que el resto fueron grabadas en la ciudad alemana de Frankfurt después de intercalar por medio una pequeña gira por Japón.
En el año 2000 se publicó una versión de este disco remasterizada digitalmente con varias canciones extra, entre las que se encuentra el instrumental inédito "First Day Jam". En esta canción aparece Blackmore tocando el bajo, y Lord y Paice ejerciendo sus papeles habituales. Esto fue así porque Roger Glover, el bajista original del grupo, no pudo comparecer en la sesión de grabación del tema a causa del tráfico en el que estaba inmerso.

## Lista de canciones

### Edición original
1. "Woman From Tokyo" – 5:48
2. "Mary Long" – 4:23
3. "Super Trouper" – 2:54
4. "Smooth Dancer" – 4:08
5. "Rat Bat Blue" – 5:23
6. "Place in Line" – 6:29
7. "Our Lady" – 5:12

### Edición remasterizada
1. "Woman From Tokyo" ('99 Remix) – 6:37
2. "Woman From Tokyo" (puente alterno) – 1:24
3. "Painted Horse" (extraído del estudio) – 5:19
4. "Our Lady" ('99 Remix) – 6:05
5. "Rat Bat Blue" (sesión de composición) – 0:57
6. "Rat Bat Blue" ('99 Remix) – 5:49
7. "First Day Jam" (instrumental) – 11:31

## Créditos
- Ian Gillan - Voz
- Ritchie Blackmore - Guitarra
- Jon Lord - Teclados
- Roger Glover - Bajo
- Ian Paice - Batería